# Throes of Dawn
Throes of Dawn – fiński zespół wykonujący dark metal, założony w 1994 roku przez Henriego Koivula i Janiego Heinola.

## Członkowie zespołu
- Henri "Kaamos" Koivula  – śpiew (od 1994)
- Jani "Zeus" Heinola – gitara, syntezator (od 1994), gitara basowa (od 2016 do 2018)
- Juha Ylikoski – gitara (od 2003)
- Taneli "Stuka" Nyholm - gitara basowa (od 2019)
- Henri Andersson – instrumenty klawiszowe (od 2010)
- Juuso Backman – perkusja, instrumenty perkusyjne (od 2012)

### Byli członkowie
- Matti Suomela – gitara basowa (1994–2001)
- Toni Jokinen – gitara (1994–2001)
- Teemu Jokinen – perkusja, instrumenty perkusyjne (1994–2001)
- Mikko – gitara (2001–2003)
- Mathias Pharmacist – gitara (2001–2003)
- Jani "Martex" Martikkala – perkusja, instrumenty perkusyjne (2001-2012)
- Harri Huhtala – gitara basowa (2001-2016)

## Dyskografia

### Dema
- With the Northern Wind (1994)

### Albumy promocyjne
- Pakkasherra (1996)

### Minialbumy
- The Blackened Rainbow (1998)

### Albumy studyjne
- Pakkasherra (1997)
- Dreams of the Black Earth (1998)
- Binding of the Spirit (2000)
- Quicksilver Clouds (2004)
- The Great Fleet Of Echoes (2010)
- Our Voices Shall Remain (2016)